# アンジェイ・ドゥダ
アンジェイ・セバスティアン・ドゥダ（ポーランド語: Andrzej Sebastian Duda, ポーランド語発音: [ˈandʐɛj ˈduda] ( 音声ファイル), 1972年5月16日 - ）は、ポーランドの政治家。同国第6代大統領（在任∶2015年8月6日 - 2025年8月5日 ）。

## 来歴
ポーランド南部のマウォポルスカ県クラクフ出身。クラクフ市内のヤン3世ソビェツキ高校を1991年に出た後、1996年にヤギェウォ大学（ヤギェロン大学）の法律行政学部を卒業した。2001年10月に同大学の行政法学部准教授となり、2005年1月24日に行政法のPhDを取得する。同年の春に自ら法律事務所を開業した。
2005年に「法と正義」（PiS）に入党。2006年から2007年まで法務次官、2007年から2008年までポーランド国家裁判所裁判官、2008年から2010年までレフ・カチンスキの下で大統領府次官を務めた。2010年から2011年まではクラクフ市議会議員だった。2010年のクラクフ市長選挙では落選したが、2011年のポーランド共和国下院議員選挙では7万9981票を獲得して当選した。2014年には欧州議会議員となった。
2014年12月6日に PiSの政務会においてドゥダは大統領候補に選出され、2015年3月30日に選挙管理委員会により候補者登録された。2015年5月24日、ポーランド大統領選挙で当選を果たした（出口調査では53%対47%だった）。大統領当選に伴いPiSから離党し、欧州議会議員も辞職した。当選から3日後の5月27日には、ウクライナのペトロ・ポロシェンコ大統領との会談が予定されていたが、スケジュール調整上のトラブルで中止になっている。5月29日には首都ワルシャワのヴィラヌフ宮殿において、ドゥダへの「大統領選出証」授与式が実施された。
2015年8月6日、ドゥダは第三共和政で6代目の大統領に就任した。
前年の2014年には、東隣のウクライナでロシアによるクリミアの併合が起きており、就任演説ではロシアの脅威への対応を訴えた。
2020年の大統領選挙では7月12日の決選投票の末に51.03％を獲得し（対立候補でワルシャワ市長のラファウ・トシャスコフスキは48.97％）、1989年の共産主義政権崩壊以来の大統領選挙としては最も僅差の選挙戦を制し再選された。
2020年10月と2022年1月に新型コロナウイルス感染症に感染した。ドゥダはCOVID-19ワクチンを2021年4月、6月、12月に合計3回接種している。
2022年ロシアのウクライナ侵攻ではウォロディミル・ゼレンスキー政権を支援しており、同年5月22日にはキーウのウクライナ議会で演説し、難民の受け入れや滞留しているウクライナ産穀物の輸出を促進し、「両国の国境は分離されるのではなく一体となるべきだ」と演説した。しかし、戦争が長引くことでポーランドの支援疲れが指摘されるようになる。2023年10月の総選挙を見据え、ウクライナ産の穀物がポーランドに流入することを恐れる農家の票をつなぎとめるためマテウシュ・モラヴィエツキ政権内は次第に強硬な姿勢が目立ち始め、両国の関係は急激に悪化。ドゥダ自身もウクライナを溺れる人間にたとえ、救助者を引っ張って巻き添えにする可能性があると表明した。PiS優位と見られる中、10月15日に議会選挙が執行されたが事前の予測に反してPiSは伸び悩み、過半数を割る結果に終わった。それでも11月6日にモラヴィエツキに対し組閣を要請したが過半数確保は困難な情勢と目され、野党の首相候補であるドナルド・トゥスク元首相からは政権樹立を遅らせる行為だと批判されたものの意に介さず、11月27日にはモラヴィエツキが議会で過半数の支持を確保しないまま首相に再任した。このような事態のため新政権に課せられた、2週間以内に下院で信任を得られる可能性は当初からなく、内閣信任決議案が12月11日に賛成190、反対266票で否決され、モラヴィエツキは首相を失職。直後にトゥスクの新首相就任が賛成248、反対201票で承認された。
アメリカ合衆国大統領選挙期間中の2024年3月には、ドナルド・トランプ大統領候補と会談するため訪米した。
2025年6月28日、ウォロディミル・ゼレンスキーウクライナ大統領からウクライナとポーランドの国際協力の強化、ウクライナの国家主権と領土保全の支援における顕著な個人的功績により「自由勲章」を授与された。
- レフ・カチンスキ大統領に国務次官に任命されたドゥダ（2008年1月16日）
- 米国のバラク・オバマ大統領と（2016年7月8日）
- 左からドゥダ、エストニアのヴァイノ・レイナルト、クロアチアのコリンダ・グラバル＝キタロヴィッチ大統領（2016年8月26日）
- ウクライナのウォロディミル・ゼレンスキー大統領と（2022年5月22日）[11]

## 家族

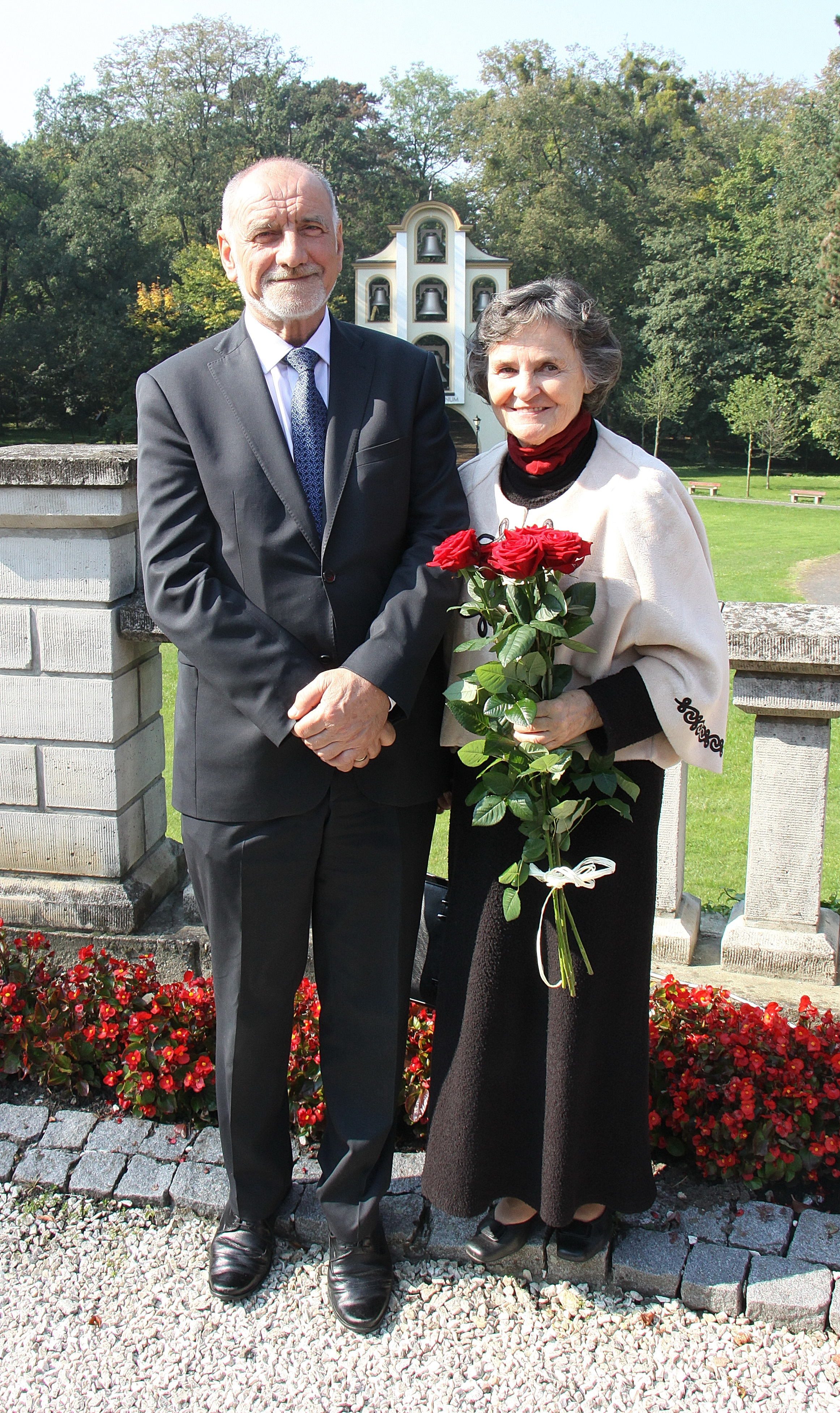
ドゥダの両親（2017年）

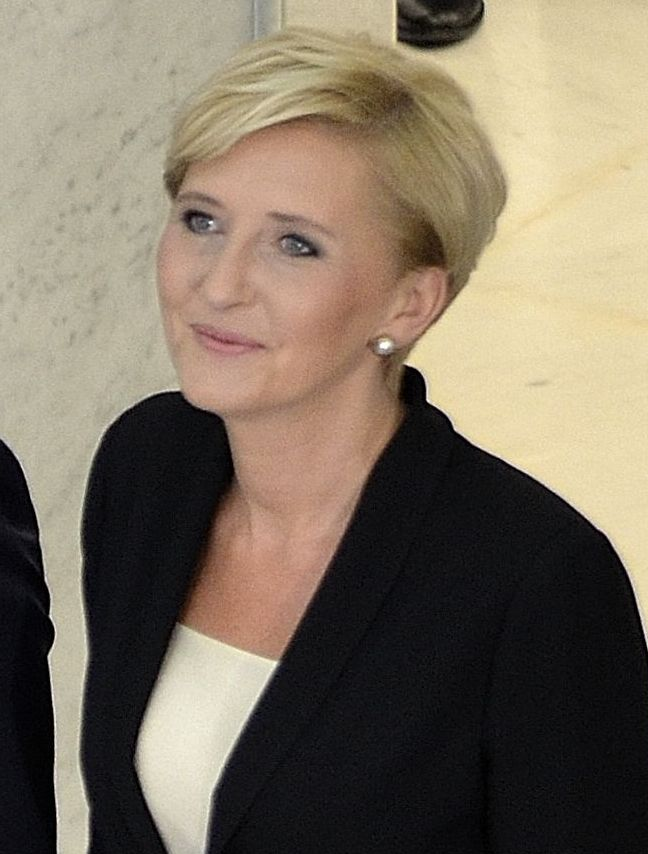
アガタ・コルンハウザー＝ドゥダ夫人

ドゥダの父であるヤン・タデウシュ・ドゥダはコンピュータ学者、母ヤニナ・ミレフスカ＝ドゥダは化学者であり、二人ともAGH科学技術大学の教授。ヤンとヤニナの間にはアンジェイの他にアンナとドミニカという二人の娘がいる。
ドゥダの妻の名はアガタ・コルンハウザー＝ドゥダという。二人は1994年12月21日に結婚し、1995年に娘のキンガが誕生した。アガタの父であるユリアン・コルンハウザーはユダヤ系ポーランド人の作家（詩人、翻訳家、文芸評論家）である。アガタにはヤクプ・コルンハウザーという弟がおり、ドゥダの義弟に当たる。また、ヤクプの職業も父ユリアンと同じく作家である。

## 政策・主張
同性愛や世俗主義、社会主義、妊娠中絶、反セム主義に対し声高に反対している。

### 外交関係
アメリカやイスラエルとの関係を重視しているとされている。
ハンガリーのオルバーン・ヴィクトルとは長年良好な関係だったが、ウクライナ問題を巡る対応で対立している。
2019年10月21日に訪日、今上天皇徳仁の即位礼正殿の儀に参列する。

## 論争
移民やマイノリティに対する厳しい態度と、ポピュリズム的な政策で称賛と批判の両方を受けている。

### 女性・LGBT嫌悪発言
2020年6月、大統領候補として選挙活動中「LGBTは共産主義よりも危険なイデオロギーである」と発言し、同性婚と同性カップルの養子受け入れの禁止を公然と主張している。
2025年4月には、左派自由主義的なトゥスク政権により作成された、女性、高齢者、障害者、LGBTの人々をヘイトクライムから保護する法律の制定を大統領拒否権をもって阻止した。
こうしたウラジーミル・プーチンロシア連邦大統領、オルバーンにも近い政治姿勢はEU諸国から批判されている。
また、ドゥダの再当選後の就任式では、いくつかの議員がレインボーカラーでLGBTへの連帯を表明した。